# خوان رامون فرنانديز
خوان رامون فرنانديز (بالإسبانية: Juan Ramón Fernández)‏ مواليد 5 مارس 1980 في جالغوشو وهو لاعب كرة قدم أرجنتيني سابق.

## المسيرة
بدأ خوان رامون فرنانديز مسيرته في عام 1997 في إستوديانتيس دي لا بلاتا، في موسم 1997/98 الذي ظهر فيه لأول مرة في الدوري الأرجنتيني الدرجة الأولى. بعد أن وصل وبعد مرور الوقا ونما في النهاية ليصبح لاعباً جيدا، انتقل في صيف عام 2002 بقيمة 1.5 مليون دولار أمريكي ليصبح بطل ألمانيا نادي بوروسيا دورتموند آنذاك.وذهب إعارة لنادي ريفر بليت في عام 2004 بعد انتهاء الإعارة انتقل إلى نادي سان لورينزو وأكمل حتى عام 2006 ولعب 8 مباريات ومن عام 2006 إلى 2008 أنتقل إلى عدة أندية في الدوري الأرجنتيني وهي أوليمبو وأتليتيكو كولون وأرجنتينوس جونيورز ثم أنتقل إلى الدوري اليوناني لنادي سكودا زانثي في عام 2009 ولكن لم يلعب معهم أي مباراة وعاد للدوري الأرجنتيني من باب أتليتيكو رافائيلا وأكمل في الدوري لعدة أندية أخري منها، ديبورتيس إكيكي و نادي ايفرتون دي لا بلاتا

## روابط خارجية
- خوان رامون فرنانديز على موقع قاعدة بيانات كرة القدم.إي يو (الإنجليزية)
- خوان رامون فرنانديز على موقع ناشيونال فوتبول تيمز (الإنجليزية)
- خوان رامون فرنانديز على موقع Soccerway.com (الإنجليزية)
- خوان رامون فرنانديز على موقع عالم كرة القدم.نت (الإنجليزية)